# Le libere donne di Magliano
Le libere donne di Magliano è un romanzo autobiografico scritto da Mario Tobino nel 1953. 

## Il romanzo
Nella forma di un diario, l'autore racconta della propria esperienza di medico psichiatra nel reparto femminile ("La Vigilanza") dell'ospedale psichiatrico di Maggiano (piccola località a 6 km da Lucca), nome che egli modifica in "Magliano". Tobino sostiene che la pazzia non sia una vera malattia, e che gli altri esseri umani si sentano superiori ai malati di mente solo perché non capiscono le loro "leggi".

## Edizioni
- Mario Tobino, Le libere donne di Magliano, Vallecchi, 1953.
- Mario Tobino, Le libere donne di Magliano, introduzione di Geno Pampaloni, A. Mondadori, Milano 1967
- Mario Tobino, Le libere donne di Magliano, introduzione di Geno Pampaloni. Nuova ed. con aggiornamenti bibliografici, A. Mondadori, Milano 1980
- Mario Tobino, Opere scelte; a cura di Paola Italia, con un saggio introduttivo di Giacomo Magrini e uno scritto di Eugenio Borgna, Mondadori, Milano 2007

Il libro è stato tradotto inoltre in inglese, francese, tedesco e polacco.